# کهکشان کوتوله

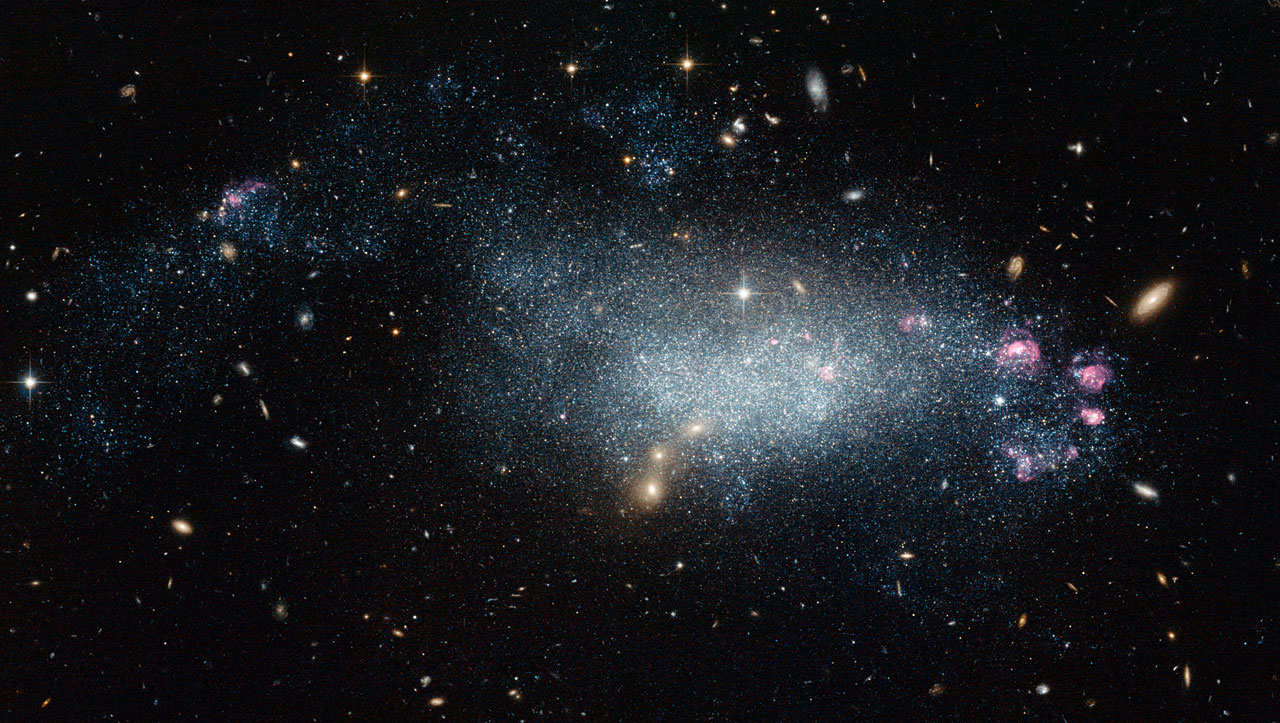
نمایی از شکل‌وساختار یک‌نوع کهکشان کوتوله (DDO 68)

یک کهکشان کوتوله به کهکشانی گفته می‌شود که دارای فقط چند میلیون ستاره باشد (در مقایسه با کهکشان راه شیری که ۲۰۰–۴۰۰ میلیارد ستاره دارد). ابر ماژلانی بزرگ نیز ۳۰ میلیارد ستاره دارد و به همین دلیل گاهی به عنوان کهکشان کوتوله طبقه‌بندی می‌شود.
کهکشان راه شیری چهارده کهکشان کوتوله شناخته شده دارد که به شکل اقماری دور این کهکشان می‌گردند و مطالعات جدیدتر نشان می‌دهد که امگا قنطورس (بزرگ‌ترین خوشهٔ ستاره‌ای شناخته شده) در واقع هستهٔ یک کهکشان کوتوله است که در مرکزش یک سیاه‌چاله قرار دارد.
تعریف دیگر
کهکشان کوتوله به کهکشانی گویند که کم‌نور و کم‌جرم است و تعداد ستارگان آن به مراتب کمتر از سایر کهکشان‌هاست و رصد آن‌ها مشکل است. یک کهکشان به‌طور کلی سیستم اتصال گرانشی ستاره‌ای است و همچنین متشکل از گاز و غبار میان ستاره‌ای و مادهٔ تاریک است. نظریات حاکی از آن است که گرانش مادهٔ تاریک موجب شکل‌گیری کهکشان‌ها شده‌است و کهکشان‌های کوتوله آزمایشگاه طبیعی ماده تاریک هستند. به همین علت مطالعهٔ کهکشان‌های کوتوله در مسائلی نظیر چگونگی شکل‌گیری کهکشان‌های بزرگ و اینکه چگونه مادهٔ تاریک با ایجاد اتصال موجب شکل‌گیری آن‌ها می‌شود، بسیار مؤثر است.